# 2022년 동계 올림픽 스피드스케이팅 남자 1000m
2022년 동계 올림픽 스피드스케이팅 남자 1000m 경기는 2022년 2월 18일 중화인민공화국 베이징 국가 스피드 스케이팅 체육장에서 열렸다.
지난 대회 우승자는 네덜란드의 키엘트 나위스, 은메달리스트는 노르웨이의 호바르 홀메피오르 로렌첸으로 두 명 모두 이번 대회에도 출전한다. 2021년 세계 종목별 스피드스케이팅 선수권 대회 1000m에서는 카이 페르베이가 우승을 거두었으며, 2위는 세계신기록 보유자 파벨 쿨리즈니코프가 회득하였다. 올림픽 직전 2021-22 ISU 스피드스케이팅 월드컵 1000m 종목의 8차례 경기에서는 토마스 크롤이 선두를 달렸으며, 키엘트 나위스, 홀메피오르 선수가 뒤를 이었다. 시즌 최고기록은 2021년 12월 5일 미국 솔트레이크시티 대회에서 토마스 크롤이 기록한 1분 06초 44다.

## 예선
남자 1000m에는 총 30명의 선수가 진출할 수 있으며, 한 국가당 최대 3명까지 출전하도록 되어 있다. 2021-22 ISU 스피드스케이팅 월드컵에서 상위 20위에 오른 선수들이 우선 출전권을 부여받고, 나머지 출전권을 부여받지 못한 선수들의 순위를 따져 상위 10위까지 부여하게 된다. 선수 3명을 모두 내보내는 국가는 월드컵 랭킹만을 기준으로 선정하게 된다.
2021년 7월 1일 올림픽 출전 기준기록이 발표되었는데 1분 10초 50으로, 지난 2018년 평창 때와 동일했다. 각 선수들은 국제 빙상 연맹 (ISU)이 공인한 대회에 출전해 해당 기록을 달성해야 하며, 기한은 2021년 7월 1일부터 2022년 1월 16일까지이다.

## 기록
경기가 열리기 전의 세계 기록과 올림픽 기록, 트랙 레코드는 다음과 같다.
| 유형 | 선수                    | 기록    | 장소                | 날짜            |
| ---- | ----------------------- | ------- | ------------------- | --------------- |
|      | 파벨 쿨리즈니코프 (RUS) | 1:05.69 | 미국 솔트레이크시티 | 2020년 2월 15일 |
|      | 헤라르트 판 펠더 (NED)  | 1:07.18 | 미국 솔트레이크시티 | 2002년 2월 16일 |

## 결과
경기가 아직 열리지 않았다.
| 순위 | 조 | 레인 | 이름 | 국가 | 시간 | 차이 | 비고 |
| ---- | -- | ---- | ---- | ---- | ---- | ---- | ---- |

- i : 안쪽 레인(인 코스)에서 출발.
- o : 바깥쪽 레인(아웃 코스)에서 출발.

## 범례
|  | 세계 신기록                  |  |                   | 아프리카 신기록 |                      | Q | 예선 통과 |
|  | 올림픽 신기록                |  | 북아메리카 신기록 | DNS             | 경기를 시작하지 않음 |   |           |
|  |                              |  | 아시아 신기록     | DNF             | 경기를 마치지 않음   |   |           |
|  | 국가 신기록                  |  | 유럽 신기록       | DSQ             | 실격                 |   |           |
|  | 개인 최고 기록 (개인 신기록) |  | 오세아니아 신기록 | WD              | 기권                 |   |           |
|  | 시즌 최고 기록 (시즌 신기록) |  | 남아메리카 신기록 | NM              | 기록 없음            |   |           |